# Vasilij Ippolitov
Vasilij Afanasjevič Ippolitov (rusky Василий Афанасьевич Ипполитов; 12. ledna 1892 – 1957) byl ruský a sovětský rychlobruslař a cyklista.
Prvních velkých mezinárodních rychlobruslařských závodů se zúčastnil v roce 1912, kdy skončil na sedmém místě na evropském i světovém šampionátu. Již v následující sezóně si z těchto soutěží přivezl cenné kovy – Mistrovství Evropy vyhrál a na Mistrovství světa byl druhý. V posledním předválečném roce vybojoval stříbrné medaile na ME i MS. V letech 1918 (druhé místo) a 1922 (třetí místo) se zúčastnil ruských rychlobruslařských šampionátů, poslední start absolvoval roku 1923, kdy vyhrál sovětské mistrovství. Celkem čtyř závodů se následně zúčastnil ještě v letech 1936 a 1946.
Věnoval se také cyklistice a v roce 1923 vyhrál sovětský šampionát.